# 민물도요
민물도요(영어: dunlin, 학명: Calidris alpina) 도요목 도요과에 속하는 새이다.

## 생김새
부리는 길고 아래로 약간 굽어 있다. 

### 여름깃
배에는 검은색의 큰 반점이 있고 눈썹선은 흰색이며, 가슴에는 검은색의 가는 줄무늬가 있다. 

### 겨울깃
몸윗면이 회갈색이고 몸아랫면이 흰색이다.

## 서식지
북극해 연안에서 번식하고 중국 남부, 한국, 일본, 중동, 지중해 연안, 북미 동부와 서부 해안에서 월동한다. 갯벌과 염전에서 서식한다.

## 아종
민물도요는 10아종으로 나뉜다. 그중에서 한국에서 발견되는 아종은 sakhalina, kistchinski, arcticola, pacifica 4아종이다.
- C. a. arctica (Schiøler, 1922)
- C. a. schinzii (Brehm & Schilling, 1822)
- C. a. alpina (Linnaeus, 1758)
- C. a. centralis (Buturlin, 1932)
- C. a. sakhalina (Vieillot, 1816) — 러시아 콜리마강에서 추코츠키반도에서 번식
- C. a. kistchinski (Tomkovich, 1986) — 오호츠크해 북부에서 캄차카 반도, 쿠릴열도 북부에서 번식
- C. a. actites (Nechaev & Tomkovich, 1988)
- 북방민물도요 C. a. arcticola (Todd, 1953) — 알래스카 서북부와 북부, 캐나다 서북부에서 번식
- C. a. pacifica (Coues, 1861) — 알래스카 서부와 남부에서 번식
- C. a. hudsonia (Todd, 1953)